# کار، کار انگلیسی‌هاست
کار، کار انگلیسی‌هاست یا دست انگلیسی‌ها در کار است یک جملهٔ انگلیس‌هراسانه بسیار مشهور ناشی از «"کار، کار انگلیسی‌هاست" از کجا می‌آید؟ مصاحبه با یک تاریخدان». DW.COM. ۲۰۰۹-۰۶-۲۳. دریافت‌شده در ۲۰۱۹-۰۷-۰۹.</ref> و دید منفی ایرانیان به انگلستان است که در تاریخ معاصر در فرهنگ عامه مردم ایران رواج دارد و به شکل یک ضرب‌المثل درآمده‌است. رواج این جمله به حدی است که «تغییر شاه و وزیر که جای خود داشت، بعضی‌ها حتی دعوای زن و شوهرها را هم کار انگلیسی‌ها می‌دانستند و آنچنان به نفوذ سیاست انگلیسی در کشور اعتقاد پیدا کرده بودند که معتقد بودند هیچ کدخدایی بدون نظر انگلیسی‌ها عوض نمی‌شود».

## بررسی
محمدرضا قانون‌پرور در بررسی رمان دایی جان ناپلئون نوشته ایرج پزشکزاد می‌نویسد که تا به امروز از زبان همنسلان دایی جان ناپلئون و گاه گاهی جوانترها عبارت «کار کار انگلیسی هاست» به گوش می‌رسد. کسانی که مثلاً انقلاب ۵۷، رفتن شاه، به حکومت رسیدن خمینی و استقرار نظام جمهوری اسلامی و تبعات آن را را برنامه از پیش تعیین شده انگلیسی‌ها می‌دانند. شاید با خواندن رمان پزشکزاد خنده بر لب خواننده بیاید. اما این رمان نمایشگر عمق روان ایرانی است.

## ریشه‌یابی
ریشه این انگلیسی هراسی ایرانیان به قرن نوزدهم و اوایل قرن بیستم برمی‌گردد. زمانی که ایران صحنه رقابت قدرتهای اروپایی بود. برای هم‌نسلان دائی جان ناپلئون، سوء ظن به انگلیس و مسئول دانستن آن‌ها برای وقایع سیاسی توجیه پذیر بود. اما این سوء ظن در بعضی مواقع جنبه بیمارگونه و فوبیا بخود می‌گرفت. بطوری‌که ایرانیان انگلیسی‌ها را مسئول تمام اتفاقات حتی اتفاقات و مسائل خصوصی افراد عادی می‌پنداشتند.

## منشأ
داریوش رحمانیان، عضو هیئت علمی دانشگاه تهران معتقد است که حزب توده در رواج این ضرب‌المثل در میان مردم نقش داشته‌است. عده‌ای نیز رواج آن را خود انگلیسی‌ها می‌دانند.

## در انگلستان
واقعیت این است که ما [انگلیسی‌ها] در ایران خیلی محبوب نبوده‌ایم… ایرانی‌ها را به خاطر بدبینی نسبت به خودمان سرزنش نمی‌کنم… برداشت من این بود که بریتانیا در گذشته با ایران رفتار بدی داشته و احترام کافی را به این کشور نگذاشته...

جک استراو در مصاحبه با بی‌بی‌سی فارسی، تیرماه ۱۳۹۲‏
ضرب‌المثلی وجود دارد که می‌گوید «زیر هر سنگی یک انگلیسی پنهان شده‌است» (If you trip over a stone in the road, it was put there by an Englishman). به گفته جک استراو، در وزارت امور خارجه بریتانیا لطیفه‌ای وجود دارد که می‌گوید «تنها ایرانی‌ها هستند که فکر می‌کنند بریتانیا هنوز هم ابرقدرت است».